# Defense Superior Service Medal
La Defense Superior Service Medal est une décoration américaine remise à un militaire occupant de hautes responsabilités pour avoir rendu un service méritoire supérieur. Elle est donc de fait décernée aux responsables militaires et aux haut-gradés ayant le plus souvent travaillé au côté du secrétaire à la Défense ou ayant servi dans le Comité des chefs d'état-major interarmées, et plus largement aux militaires ayant atteint le grade de général ou d'amiral. Il avait été décidé au moment de sa création, qu'elle devait coûter le moins possible et demander un faible investissement, ce qui explique en partie sa ressemblance avec la Defense Distinguished Service Medal. Effectivement, l’inscription au dos de la décoration et le choix des couleurs sont les seules différences entre les deux médailles. D'ailleurs, le contraste entre l'or de la Defense Distinguished Service Medal et l'argent de la nouvelle médaille, peut s'expliquer par le fait que cette dernière se situait en dessous de la Defense Distinguished Service Medal dans l'ordre de préséance.
La médaille a été créée par le président Ford le 6 février 1976 par le décret présidentiel 11904 et a été, comme sa « grande sœur » la Defense Distinguished Service Medal, conçue par Mildred Orloff et sculptée par Lewis J. King, Jr, issue tous deux de l'Institut d'Héraldique,.

## Symbolisme

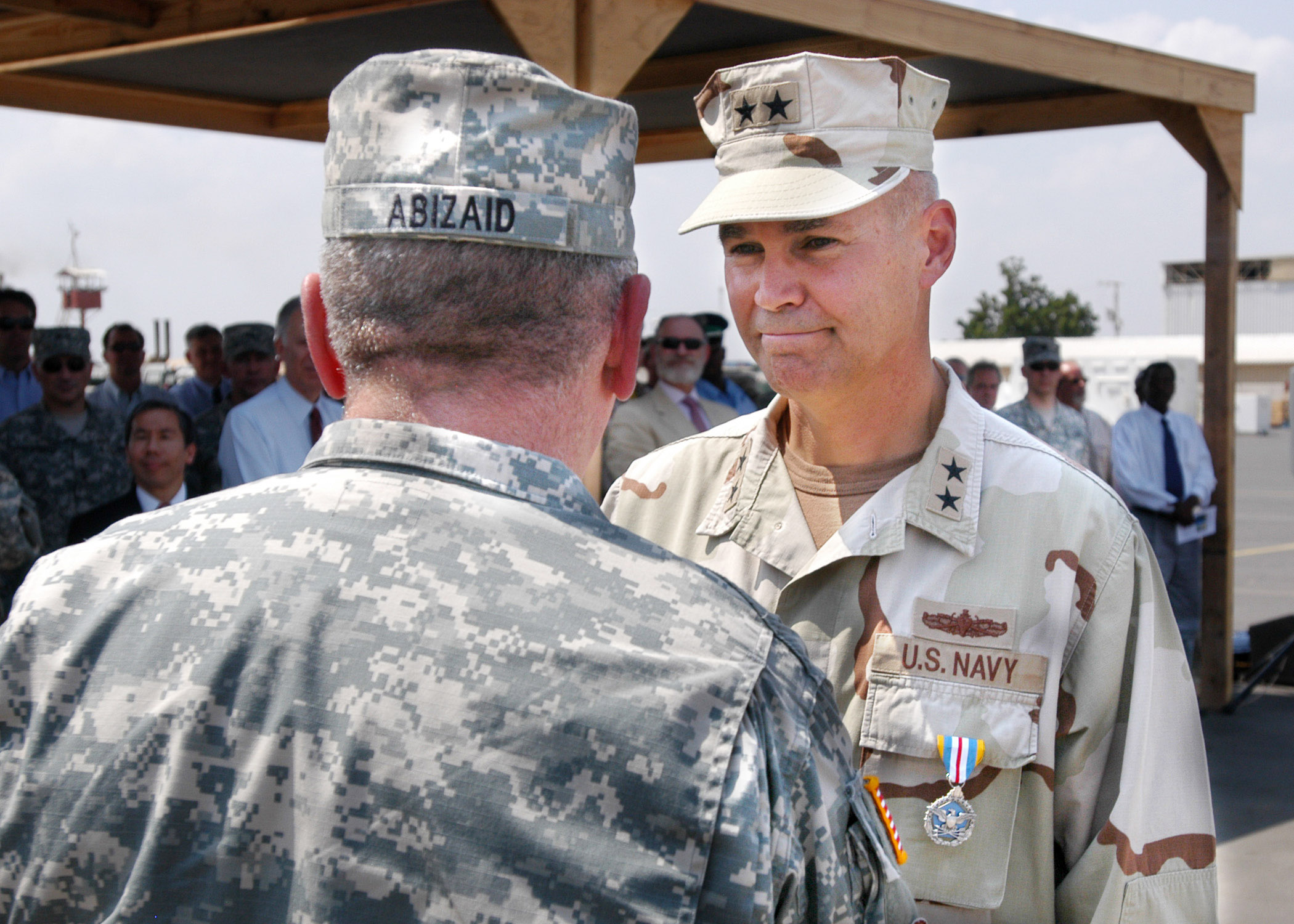
L'amiral Richard W. Hunt reçoit la Defense Superior Service Medal, des mains du général John Abizaid, pour avoir commandé la force opérationnelle de la Corne de l'Afrique.

Étant donné qu'une bonne part de l'esthétique de la Defense Superior Service Medal est repris de la Defense Distinguished Service Medal, la symbolique en est donc quasi similaire. Le pentagone, au centre de la médaille, fait ainsi référence aux cinq armes des États-Unis, la Navy, l'US Air Force, l'US Army, les Marines et l'US Coast Guard, et au siège des forces armées américaines, le Pentagone, tandis que la couleur bleue est associée au département de la Défense. D'ailleurs, la couronne de laurier et les treize étoiles représentées autour de l'aigle, portant les flèches et le bouclier, sont censées rappeler le sceau du département de la Défense et rappeler que l'attribution de la médaille revient à son secrétaire. Dans le même temps, ces étoiles et la couleur argentée de la médaille sont le symbole de l'unité et de l'excellence atteinte par le militaire récompensé.